# 愛是寂寞的
《愛是寂寞的》（日語：愛がひとりぼっち）是日本女性歌手岩崎良美的第21張單曲。1985年10月16日由Canyon Record（今Pony Canyon）發行。

## 解說
A面歌曲「愛是寂寞的」曾被選為富士電視台電視動畫《鄰家女孩》的第2期（第28話－第56話）片頭主題曲使用。
至於B面歌曲「青春」同樣也被同名電視動畫選為第2、3期前半（第28話－第62話）片尾主題曲使用，並在1986年被當作第58屆選拔高等學校棒球大會大會入場進行曲使用。
另外，該歌曲主唱者岩崎良美她的姊姊、同樣也從事歌手的岩崎宏美的單曲「Sentimental」和「聖母群的搖籃曲」由於稍早分別已在1976年的第48回高中棒球選拔賽及1983年的第55回高中棒球選拔賽當作大會入場進行曲使用。所以也是被選為棒球大賽入場進行曲的日本姊妹歌手。
至今，該歌曲是岩崎她在Oricon公信榜唯一入圍前10名的歌曲。還有，該歌曲曾經也榮獲日本國內『'85FNS歌謠祭』優秀歌謠音樂獎。

## 收錄歌曲
所有歌曲由康珍化作詞，芹澤廣明作曲、編曲。
1. 愛是寂寞的（愛がひとりぼっち）
  - 富士電視台電視動畫《鄰家女孩》第2期片頭主題曲
2. 青春
  - 富士電視台電視動畫《鄰家女孩》第2、3期前半片尾主題曲

## 來源
- 岩崎良美 CD-BOX 80-87 我們的最佳精選（2002年7月17日）

## 相關項目
- 1985年歌曲（日语：1985年の音楽）